# Joseph T. McNarney
Joseph Taggart McNarney (Emporium, Pensilvania, 28 de agosto de 1893 - La Jolla, California, 1 de febrero de 1972) fue un general de cuatro estrellas estadounidense, tanto en el Ejército de Estados Unidos como en la Fuerza Aérea de Estados Unidos, quien ocupó el cargo de gobernador militar de la Alemania ocupada tras la Segunda Guerra Mundial.